# Råå kallbadhus

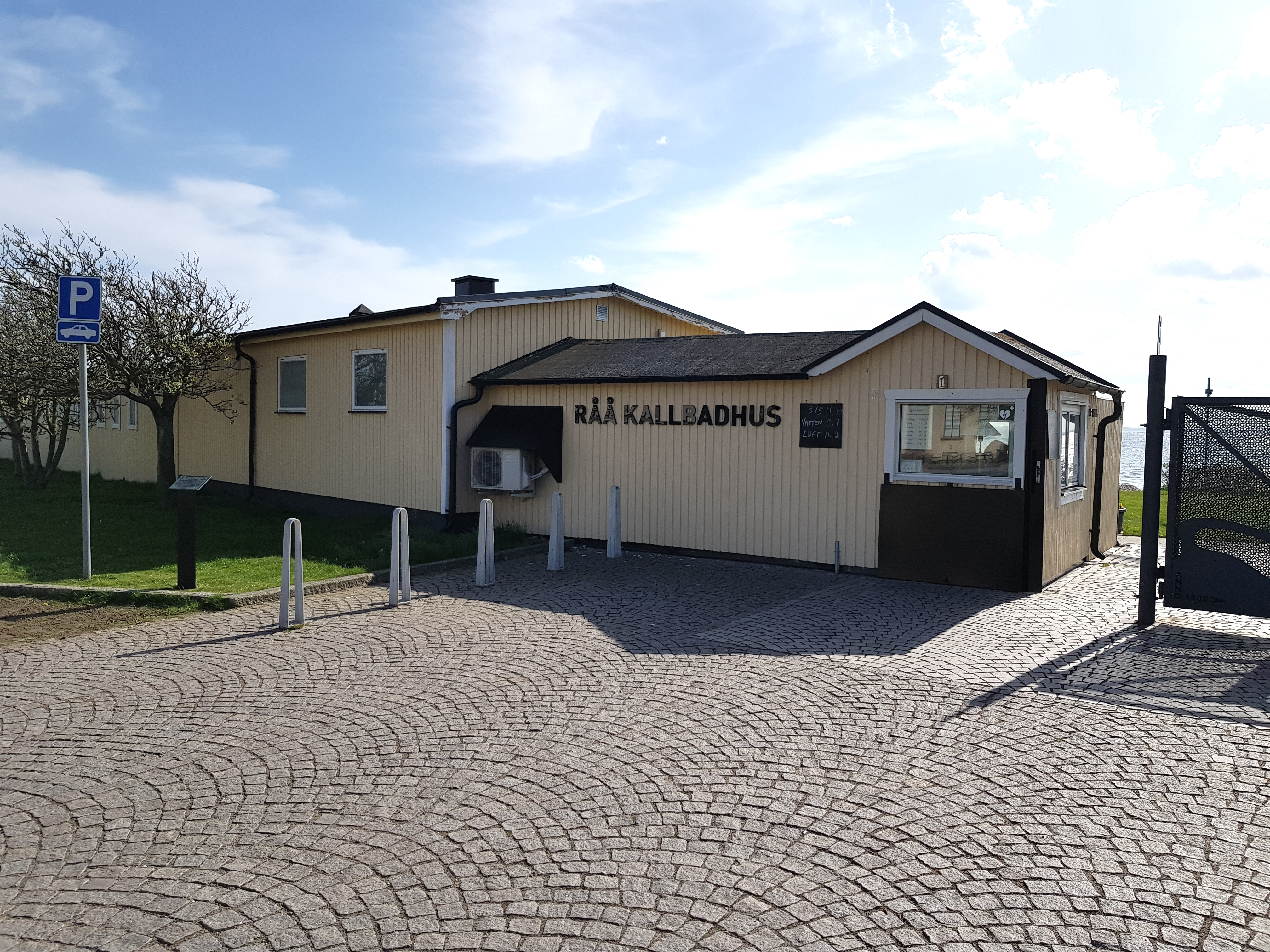
Råå kallbadhus den 3 maj 2018.

Råå kallbadhus är en badanläggning på Råå i södra Helsingborg, badet drivs av föreningen Rååbadarna som har ca 2200 medlemmar. 
Badet är beläget invid Batteritorget en bit norr om Råå småbåtshamn. Det är beläget i gulmålade träbyggnader som ligger utsträckta längs stranden. Badet är indelat i tre avdelningar som har vardera en badbrygga. I mitten ligger familjeavdelningen, med en lång brygga ut i vattnet, där badklädsel är obligatoriskt. Familjeavdelningen flankeras i söder av en dambastu inne på damavdelningen och i norr av en herrbastu inne på herravdelningen.
Föreningen Rååbadarna som driver Råå Kallbadhus arbetar aktivt med att bevara den enkla men klassiska badhusmiljön samtidigt som man utvecklar badets aktiviteter. Rååbadarna är den enda fritidsanläggning i Helsingborgs Stad som till fullo betalar sina kostnader. Full marknadsmässig hyra betalas till Staden och renovering och underhåll av byggnader sköts och bekostas av Föreningen Rååbadarna.
Att hyra en av bastubyggnaderna har blivit väldigt populärt för till exempel svensexor, möhippor, kompisgänget eller för att fira något. 

## Historik
Badhuset började byggas vintern 1897 på initiativ av N. P. Pettersson och stod färdigt i juni samma år. Vid detta tillfälle var badet ett av två badhus i Råå. Det andra hette Rangströmska och låg på pålar ute i vattnet, men detta förstördes under en storm i början av 1920-talet. 
Badet hade en blygsam början och bestod vid sitt invigande endast av tio badhytter, jämnt fördelade på fem för herrar och fem för damer. Förutom detta kunde man av Pettersson hyra tidsenliga badkläder. När Råå blev en del av Helsingborgs kommun 1918 tog Helsingborgs stad över driften av badhuset, som med tiden hade vuxit sig allt större. På initiativ från Helsingborgs borgmästare Johan Bååth bildades 1929 föreningen Råå havsbad, som hade till uppgift att locka badare och turister till orten. Under perioden 1930 till 1960 hade Råå också sina glansdagar som badort, med ett flertal, ofta regelbundet återkommande, badgäster varje år. Sin första bastu fick badet 1946.
År 1965 invigdes friluftsbadet Råå vallar och stora delar av kallbadhusets verksamhet flyttades dit. Samtidigt höjdes röster från kommunens håll att badhuset skulle läggas ned, men 1971 bildades Rååbadens bad- och bastuklubb (även kallade Rååbadarna) som bland annat hade som mål att bevara badet med dess bastumöjligheter. Föreningen hade 120 medlemmar vid starten och antalet växte stadigt. Rååbadarna övertog driften av badet 1986 och 1991 klassades byggnaderna som "särskilt värdefull bebyggelse" av Helsingborg stadsantikvarie.
På natten mellan den 3 och 4 december 1999 rasade en vinterstorm fram över Råå, som drabbade badet hårt och flera byggnader skadades. Badet rustades dock upp år 2000 och de byggnader som tidigare skadats återuppbyggdes. Stormarna, Per, Gudrun och Bert har alla inverkat på det 115 år gamla badhuset men har av Föreningen Rååbadarna och ägaren Kärnfastigheter alltid renoverats igen.
Efter ett års byggande kunde den nya dambastun invigas av Kommunstyrelsens ordförande Peter Danielsson den 2 september 2012. 15 månader senare 14 december 2013 invigdes badets nya herrbastu. Råå kallbadhus stoltserar nu med två väl tilltagna bastubyggnader där vardera dam/herrbastun är mer än dubbelt så stor som den tidigare bastun var. Detta har också synts i antalet medlemmar som ständigt ökar.   